# Koryolink
Koryolink (Coreano: 고려링크, designato come koryolink) è un fornitore di telecomunicazioni wireless nordcoreano. Impresa comune fra la compagnia egiziana Global Telecom Holding (GTH) e la compagnia statale Korea Post and Telecommunications Corporation (KPTC), Koryolink è l'unico operatore mobile 3G della Corea del Nord. I suoi servizi sono disponibili a Pyongyang, altre cinque città e lungo otto ferrovie ed autostrade. I numeri appartenenti a questa rete hanno come prefisso telefonico +850 (0) 192. Pur essendo una rete 3G, non c'è l'accesso a Internet per le utenze domestiche anche se sin da aprile 2014, l'accesso ad internet per gli stranieri con una velocità di traffico limitata è disponibile ad un prezzo relativamente elevato.

## Storia
Global Telecom Holding (in quei tempi Orascom Telecom Holding) si aggiudicò la licenza per creare una rete mobile 3G in Corea del Nord nel gennaio 2008. Koryolink creò una rete 3G che inizialmente copriva tutta Pyongyang (la quale ha una popolazione maggiore di 10 milioni) per poi passare all'ambizioso piano di rendere la connessione disponibile in tutto il paese. 

## Uso da parte di stranieri
Il 26 febbraio 2013, Koryolink inaugurò il suo servizio internet per stranieri. Il 29 marzo 2013, Koryolink limitò il suo servizio per gli stranieri.

## Fonti
- Business Week - Cell phone demand stays strong in North Korea
- Compluenta - Сотовая связь Северной Кореи пошла в рост
- EasyBourse - France Télécom et Orascom signent les termes finalisés de leurs accords sur Mobinil Archiviato l'8 febbraio 2015 in Internet Archive.
- c114.net - 奥斯康一季度净利4900万美元 朝鲜手机用户12.6万 Archiviato il 2 gennaio 2014 in Internet Archive.
- LA Times - North Korea allows cellphone network
- Other news articles on Koryolink Archiviato il 6 luglio 2010 in Internet Archive.